# Levan Q'enia
Levan Q'enia (in georgiano ლევან ყენია?; in russo Леван Кения?, Levan Kenija; Tbilisi, 18 ottobre 1990) è un allenatore di calcio ed ex calciatore georgiano, di ruolo centrocampista.

## Caratteristiche tecniche
Kenia è un centrocampista con indole offensiva che può ricoprire diverse posizioni: centrale, esterno e seconda punta. È un calciatore molto rapido, con un buon tocco di palla, specialmente con il suo piede sinistro.

## Carriera

### Club
Ha iniziato la sua carriera nella squadra giovanile della Dinamo Tbilisi, nel 2004. L'anno successivo è passato alla Lokomotivi Tbilisi, altra squadra della città, con cui ha affinato le sue qualità ed ha guadagnato anche delle convocazioni nelle Nazionali giovanili.
Nell'estate 2006, il Barcellona gli ha offerto un provino, ma a causa di un mancato accordo tra le società e dello status da extracomunitario di Kenia, l'affare non si è concretizzato. Ha però effettuato l'esordio nel campionato georgiano, poco più che sedicenne, e ha realizzato tre marcature in undici presenze.
A gennaio 2008, è passato allo Schalke 04 in cambio di cinquecentomila euro. Ha esordito con la nuova maglia il 2 ottobre 2008, nella partita di Coppa UEFA contro l'APOEL, anche perché la federazione calcistica tedesca (DFB) non permette l'esordio di calciatori extracomunitari minorenni in Bundesliga.
Nel dicembre 2021, dopo essere diventato assistente allenatore per l'Uerdingen 05, squadra di quarta divisione tedesca, venne annunciato il suo inserimento anche nella rosa dei calciatori della squadra, andando così a ricoprire il doppio ruolo di giocatore e assistente allenatore.

### Nazionale
Kenia ha debuttato nella Georgia l'8 settembre 2007, non ancora diciassettenne, nella sfida contro l'Ucraina, convocato da Klaus Toppmöller. Nonostante il cambio d'allenatore, Kenia è rimasto nel giro della selezione anche sotto la guida di Héctor Cúper.

## Statistiche

### Presenze e reti nei club
Statistiche aggiornate al 10 luglio 2022.
| Stagione                    | Squadra                     | Campionato                  | Campionato | Campionato | Coppe nazionali | Coppe nazionali | Coppe nazionali | Coppe continentali | Coppe continentali | Coppe continentali | Altre coppe | Altre coppe | Altre coppe | Totale | Totale |
| Stagione                    | Squadra                     | Comp                        | Pres       | Reti       | Comp            | Pres            | Reti            | Comp               | Pres               | Reti               | Comp        | Pres        | Reti        | Pres   | Reti   |
| --------------------------- | --------------------------- | --------------------------- | ---------- | ---------- | --------------- | --------------- | --------------- | ------------------ | ------------------ | ------------------ | ----------- | ----------- | ----------- | ------ | ------ |
| 2005-2006                   | Lok’omot’ivi Tbilisi        | PL                          | 4          | 0          | CG              | ?               | ?               | -                  | -                  | -                  | -           | -           | -           | 4+     | 0+     |
| 2006-2007                   | Lok’omot’ivi Tbilisi        | PL                          | 11         | 3          | CG              | ?               | ?               | -                  | -                  | -                  | -           | -           | -           | 11+    | 3+     |
| 2007-2008                   | Lok’omot’ivi Tbilisi        | PL                          | 4          | 1          | CG              | ?               | ?               | -                  | -                  | -                  | -           | -           | -           | 4+     | 1+     |
| 2008-2009                   | Schalke 04 II               | RL                          | 2          | 0          | -               | -               | -               | -                  | -                  | -                  | -           | -           | -           | 2      | 0      |
| 2008-2009                   | Schalke 04                  | BL                          | 1          | 0          | CG              | 0               | 0               | UCL+CU             | 0+1                | 0                  | -           | -           | -           | 2      | 0      |
| 2009-2010                   | Schalke 04                  | BL                          | 10         | 0          | CG              | 2               | 1               | -                  | -                  | -                  | -           | -           | -           | 12     | 1      |
| 2010-2011                   | Schalke 04                  | BL                          | 0          | 0          | CG              | 0               | 0               | UCL                | 0                  | 0                  | SG          | 0           | 0           | 0      | 0      |
| 2011-2012                   | Schalke 04                  | BL                          | 0          | 0          | CG              | 0               | 0               | UEL                | 0                  | 0                  | SG          | 0           | 0           | 0      | 0      |
| Totale Schalke 04           | Totale Schalke 04           | Totale Schalke 04           | 11         | 0          |                 | 2               | 1               |                    | 1                  | 0                  |             | -           | -           | 14     | 1      |
| 2012-2013                   | Karpaty                     | PL                          | 20         | 3          | CU              | 2               | 1               | -                  | -                  | -                  | -           | -           | -           | 22     | 4      |
| 2013-2014                   | Fortuna Düsseldorf          | 2L                          | 11         | 0          | CG              | 1               | 0               | -                  | -                  | -                  | -           | -           | -           | 12     | 0      |
| 2013-2014                   | F. Düsseldorf II            | RL                          | 4          | 1          | -               | -               | -               | -                  | -                  | -                  | -           | -           | -           | 12     | 0      |
| 2014-2015                   | Slavia Praga                | 2L                          | 14         | 2          | CG              | 0               | 0               | -                  | -                  | -                  | -           | -           | -           | 14     | 2      |
| 2015-2016                   | Slavia Praga                | 2L                          | 16         | 1          | CG              | 1               | 0               | -                  | -                  | -                  | -           | -           | -           | 17     | 1      |
| 2016-2017                   | Slavia Praga                | 2L                          | 1          | 0          | CG              | 0               | 0               | UEL                | 4                  | 0                  | -           | -           | -           | 5      | 0      |
| Totale Slavia Praga         | Totale Slavia Praga         | Totale Slavia Praga         | 31         | 3          |                 | 1               | 0               |                    | 4                  | 0                  |             | -           | -           | 36     | 3      |
| mar.-lug. 2018              | Lok’omot’ivi Tbilisi        | PL                          | 3          | 0          | CG              | 0               | 0               | -                  | -                  | -                  | -           | -           | -           | 3      | 0      |
| Totale Lok’omot’ivi Tbilisi | Totale Lok’omot’ivi Tbilisi | Totale Lok’omot’ivi Tbilisi | 22         | 4          |                 | ?               | ?               |                    | -                  | -                  |             | -           | -           | 22+    | 4+     |
| 2018-2019                   | F91 Dudelange               | DN                          | 11         | 1          | CL              | 3               | 0               | UEL                | 4                  | 0                  | SL          | 1           | 0           | 19     | 1      |
| 2019                        | Saburtalo Tbilisi           | PL                          | 7          | 0          | CG              | 1               | 0               | UEL+UEL            | 0+2                | 0+1                | SG          | -           | -           | 10     | 1      |
| 2020                        | Saburtalo Tbilisi           | PL                          | 2          | 0          | CG              | 0               | 0               | -                  | -                  | -                  | SG          | 1           | -           | 3      | 0      |
| Totale Saburtalo Tbilisi    | Totale Saburtalo Tbilisi    | Totale Saburtalo Tbilisi    | 9          | 0          |                 | 1               | 0               |                    | 2                  | 1                  |             | 1           | 0           | 13     | 1      |
| 2021-2022                   | Uerdingen 05                | RL                          | 12         | 0          | -               | -               | -               | -                  | -                  | -                  | -           | -           | -           | 12     | 0      |
| Totale carriera             | Totale carriera             | Totale carriera             | 133        | 12         |                 | 10+             | 2+              |                    | 11                 | 1                  |             | 1           | 0           | 155+   | 15+    |

## Palmarès
- Coppa di Germania: 1

Schalke 04: 2010-2011
- Supercoppa di Germania: 1

Schalke 04: 2011
- Campionato lussemburghese: 1

F91 Dudelange: 2018-2019
- Coppa del Lussemburgo: 1

F91 Dudelange: 2018-2019
- Coppa di Georgia: 1

Saburtalo Tbilisi: 2019
- Supercoppa di Georgia: 1

Saburtalo Tbilisi: 2020